# 239
Évszázadok: 2. század – 3. század – 4. század
Évtizedek: 180-as évek – 190-es évek – 200-as évek – 210-es évek – 220-as évek – 230-as évek – 240-es évek – 250-es évek – 260-as évek – 270-es évek – 280-as évek
Évek: 234 – 235 – 236 – 237 –  238 – 239 – 240 – 241 – 242 – 243 – 244

## Események

### Római Birodalom
- Gordianus császárt és Manius Acilius Aviolát választják consulnak.

### Kína
- Cao Zsuj, Vej császára súlyosan megbetegszik. Mivel saját, csecsemőkort túlélő fia nincs, egyik rokonának hét éves fiát, Cao Fangot nevezi meg utódjaként, majd még azon a napon meghal. A gyerekkorú császár mellett Cao Suang és Sze-ma Ji látják el a régensi feladatokat.
- Himiko, a japán Jamatai sámánkirálynője követséget küld Vej császárához. A császár szívélyesen fogadja a követeket és ajándékokkal küldi haza őket.

## Halálozások
- január 22. – Cao Zsuj, Vej császára

## Fordítás
- Ez a szócikk részben vagy egészben  a(z)   239 című angol Wikipédia-szócikk ezen változatának fordításán alapul.  Az eredeti cikk szerkesztőit annak laptörténete sorolja fel. Ez a jelzés csupán a megfogalmazás eredetét és a szerzői jogokat jelzi, nem szolgál a cikkben szereplő információk forrásmegjelöléseként.